# На другој адреси
На другој адреси је други студијски албум босанскохерцеговачког кантаутора Ал Дина из 2003. године, у издању дискографске куће ЈС РТВ БиХ. Све песме на албуму написао је и компоновао сам Ал Дино.

## Списак песама
1. Ти кад ме погледаш
2. Све ће ово једном проћи
3. На другој адреси (Ела Б.)
4. Нека, нека
5. Ту сам ја
6. Седам година
7. Амина
8. Пољуби ме задњи пут
9. Незнана
10. Одједном крај
11. Посљедња станица
12. Сањам бољи свијет
13. Опроштајна